# NK Karlovac
NK Karlovac ist ein kroatischer Fußballverein aus der Stadt Karlovac.

## Geschichte
Der NK Karlovac wurde im Herbst 1919 von Bauarbeitern unter dem Namen Sportski klub Borac gegründet.
Schon ein Jahr später wurde der Verein in ŠK Karlovac umbenannt und nach weiteren Umbenennungen 1954 schließlich in NK Karlovac. Erst 1938 wurde in der Senjer Straße ein eigenes Stadion errichtet, welches bis 1975 die Heimat des Vereins blieb. Im ehemaligen Jugoslawien war die Spielzeit 1972/73 die erfolgreichste, als der NK Karlovac in der zweiten Liga den dritten Platz belegte und somit zum viertstärksten kroatischen Verein aufstieg. Nach dem Abstieg aus der zweiten jugoslawischen Liga im Jahre 1977 gelang erst mit der Gründung der 2. HNL die Rückkehr in die zweite Liga. Nach einigen Spielzeiten in der dritten Liga gelang über die Aufstiege in die 2. Liga in den Jahren 2005 (Abstieg im Folgejahr) und 2008 im Jahre 2009 erstmals die Erstligazugehörigkeit. Nach der Saison 2011/12 folgte jedoch wieder der Abstieg, diesmal sogar in die 3. HNL, da man für die obersten beiden Ligen keine Lizenz erhielt.

## Stadion
Das Stadion wurde 1975 erbaut und heißt Branko Čavlović-Čavlek. Es befindet sich im Besitz der Stadt und bietet 12 000 Zuschauern Platz. Aufgrund des desolaten Zustands fand im Jahre 2009 eine Renovierung statt, deren Finanzierung sich als sehr schwierig erwies.

## Bekannteste Spieler
- Milan Šašić